# Słup przeciwczołgowy

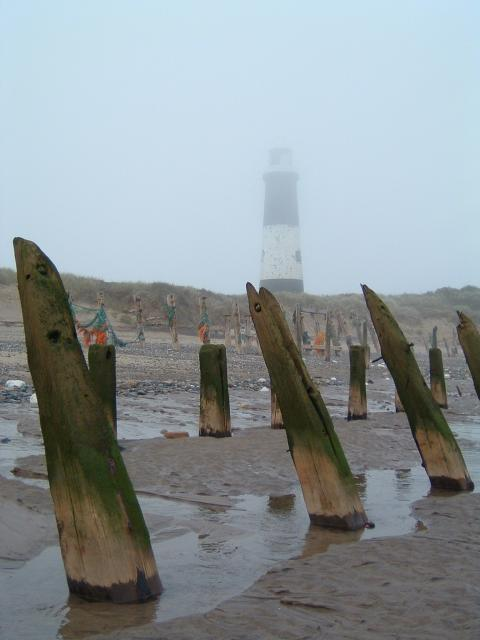
Słupy przeciwczołgowe z czasów II w. św. na wybrzeżu Yorkshire

Słupy (palisady) przeciwczołgowe – zapora przeciwpancerna w postaci słupów drewnianych, żelbetowych lub kamiennych, wkopanych w ziemię. Stosowana do wzmocnienia zapór innych rodzajów i przeszkód naturalnych. Niskie słupy przeciwczołgowe stosuje się do osadzania i unieruchamiania czołgów, wysokie do zatrzymywania czołgów.